# Puchar Hun Sen
Puchar Hun Sen – turniej piłkarski dla kambodżańskich zespołów klubowych organizowany przez FFC. Pierwsza jego edycja miała miejsce w 2007 roku. 
W pierwszej edycji w 2007 roku wzięły udział 32 zespoły. W finale 19 maja na Stadionie Olimpijskim w Phnom Penh zespół Khemara Keila FC pokonał Nagacorp FC 1 - 1 (po dogrywce, karne: 4 – 2).

## Zwycięzcy i finaliści
| Sezon | Zwycięzca                    | Wynik                          | Finalista                    |
| ----- | ---------------------------- | ------------------------------ | ---------------------------- |
| 2007  | Khemara Keila FC             | 1 – 1 (po dogr., karne: 4 – 2) | Nagacorp FC                  |
| 2008  | Phnom Penh Empire            | 1 – 0                          | Preah Khan Reach FC          |
| 2009  | Phnom Penh Crown FC          | 1 – 0                          | Nagacorp FC                  |
| 2010  | National Defense Ministry FC | 3 – 2                          | Phnom Penh Crown FC          |
| 2011  | Preah Khan Reach FC          | 2 – 0                          | Build Bright United          |
| 2012  | Preah Khan Reach Fc          | 2 – 1 (po dogr.)               | Nagacorp FC                  |
| 2013  | Nagacorp FC                  | 0 – 0 (po dogr., karne: 5 – 3) | National Defense Ministry FC |

Źródło: RSSSF